# Powiśle, Warszawa

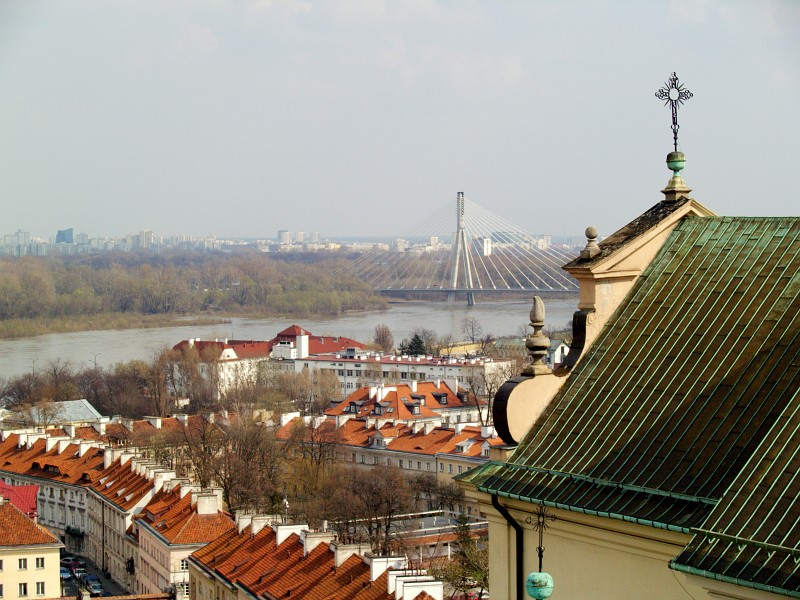
Nhìn từ nhà thờ St. Anne về phía cầu Świętokrzyski, nhìn qua Mariensztat.

Powiśle (theo nghĩa đen gần- Vistula) là một khu dân cư ở  quận Srodmiescie của Warsaw (trung tâm thành phố). Nó nằm giữa sông Vistula và dốc đứng của nó. Trong lịch sử, nó bao gồm ba khu phố: Powiśle, Mariensztat ở phía bắc (ngay dưới Phố cổ Warsaw) và Solec ở phía nam.
Vào thế kỷ 17 và 18, khu vực này trở nên đông dân cư với những cư dân nghèo ở Warsaw. Một chút thay đổi trong thế kỷ 19 khi khu phố trở nên công nghiệp hóa nhẹ. Nó vẫn giữ được đặc điểm của một khu vực nghèo đói cho đến khi bị phá hủy gần như hoàn toàn trong cuộc nổi dậy Warsaw năm 1944. Nó là nơi sinh sống của những người thất nghiệp và thợ thủ công thuộc tất cả các ngành nghề, công nhân nhà máy và cảng, thợ rèn, thợ than, người bán cát, ngư dân và gái mại dâm. Do đó, nó tương tự như London Docklands.
Sau chiến tranh, khu vực này đã được xây dựng lại một phần và khu vực Mariensztat trở thành khu phố đầu tiên của Warsaw được xây dựng lại. Hiện tại đang có kế hoạch biến khu vực này thành khuôn viên của Đại học Warsaw, một quan điểm đã được bắt đầu bằng việc xây dựng Thư viện Đại học Warsaw và một số khoa ở đó.

## liên kết ngoài
- Trang web không chính thức của Lưu trữ ngày 4 tháng 7 năm 2013 tại Wayback Machine Hướng dẫn Powiśle về khu vực Powiśle